# Исмаилов, Махмуджан Исмаилович
Махмуд Исмаилов (узб. Маҳмуджон Исмоилов; 1925—1978) — советский, киргизский партийный, государственный и общественный деятель, секретарь Ошского обкома партии по идеологии (1965—1971), заместитель заведующего отдела пропаганды и агитации ЦК КП Киргизской ССР, проректор Ошского педагогического института, кандидат философских наук, депутат Ошского областного совета нескольких созывов.

## Биография
Махмуд Исмаилов родился 1925 году в городе Ош в семье служащего, по национальности узбек. Член КПСС. Среднее образование получил в средних учебных заведениях города Ош. А высшее образование получил в ВУЗах городов Фрунзе и Москва.
Махмуд Исмаилович вёл активную работу в комсомольских органах. По рекомендации ЦК Коммунистической партии Киргизии, поступил в Академию общественных наук при ЦК КПСС, имел научную степень кандидата философских наук. После учёбы в Москве, утверждён заместителем заведующего отдела пропаганды и агитации Центрального Комитета Коммунистической партии Киргизии. Возглавил многогранную пропагандистскую работу.
По его инициативе в республике в 1956 году создана республиканская газета на узбекском языке «Киргизстон хакикати». Создана полиграфическая база, костяк узбекоязычных журналистов. Чтобы сблизить газету с читателями, решением ЦК КП Киргизской ССР, газету перевели в город Ош. Так на юге газета «Ленин йули» получила новый статус и распространялась на юге Кыргызстана. В 1965 году Махмуд Исмаилович Исмаилов был избран секретарём по идеологии Ошского обкома партии. В течение шести лет возглавлял партийную идеологическую работу юга республики. В 1971 году по его просьбе он был переведён проректором Ошского педагогического института. Достойно вёл научно-педагогическую деятельность и организационно-кадровую работу. Под его руководством многие его ученики защитили кандидатские и докторские диссертации.
21 февраля 1978 года в возрасте 53-х лет он скоропостижно скончался. Махмуд Исмаилов похоронен на южном склоне горы Сулайман-Тоо города Ош.